# Johann Jakob Harder
Johann Jakob Harder, född 7 september 1656 i Basel, död där 28 april 1711, var en schweizisk anatom.
Harder blev medicine doktor 1675, professor i retorik 1678, i fysik 1686, i anatomi och botanik 1687 samt i teoretisk medicin 1703, allt vid Basels universitet. Hans vetenskapliga arbeten tillhör huvudsakligen den jämförande anatomin och den patologiska anatomin, där han gjorde ett flertal intressanta iakttagelser. Harder utövade även en mycket stor läkarpraktik. Hans namn är knutet till "den Harderska körteln", en liten körtel i ödlors och fåglars blinkhinna.